# Bataille de Bukoba
Première Guerre mondiale
Batailles
Front africain
- Laï (8-1914)
- Sandfontein (9-1914)
- Tanga (11-1914)
- Naulila (12-1914)
- Jassin (1-1915)
- Gibeon (4-1915)
- Bukoba (6-1915)
- Mongua (8-1915)
- Salaita (2-1916)
- Beringia (5-1916)
- Negomano (11-1917)

Front d'Europe de l'Ouest
Front italien
Front d'Europe de l'Est
Front des Balkans
Front du Moyen-Orient
Bataille de l'Atlantique
La bataille de Bukoba, remportée par les troupes britanniques en juin 1915, fut la première victoire de l'Entente sur les forces armées de l'Afrique orientale allemande. Elle intervint après les désastres de Tanga et Jassin. L'objectif était la destruction de la station radio allemande de Bukoba, sur la rive du lac Victoria, au Tanganyika. L'attaque fut menée sous la forme d'un assaut amphibie.

## La bataille
Le raid fut lancé le 21 juin 1915 à partir de Kisumu, en Afrique orientale britannique. Parmi les unités choisies pour cette attaque, figurait le Loyal North Lacashires et le 25th (Frontiersmen) Battalion, Royal Fusiliers (en). Cette seconde unité, inhabituelle, avait été créée comme une force d'attaque non-régulière par le colonel Daniel Patrick Driscoll, vétéran de la seconde guerre des Boers. Driscoll avait recruté un certain nombre de chasseurs de gros gibier notamment Frederick Selous, recruté à 64 ans.
En voulant atteindre leur objectif, les assaillants débarquèrent accidentellement dans un vaste marécage et furent accueillis par les fusils et mitrailleuses des positions allemandes. En tentant d'échapper au marais, les forces britanniques furent bloquées par des tireurs d'élite. Le capitaine Meinertzhagen réussit à en tuer un et à faire fuir les autres. L'assaut continua pendant deux jours dans la ville, on compta des blessés légers des deux côtés. Les Frontiersmen prirent finalement la ville le 23 juin. Un membre australien de l'unité, le lieutenant Wilbur Dartnell, monta sur le toit de la mairie et retira le drapeau impérial allemand de la hampe comme symbole de la victoire.
Le fort de Bukoma et la station de radio furent détruites. Les Britanniques s'emparèrent des fusils et de 32 000 cartouches. En raison de son statut d'unité non-régulière, le Frontiersmen avait obtenu, du général Stewart, la permission de piller la ville. Les Frontiersmen pillèrent et brûlèrent une bonne partie de la ville, cet incident est resté connu sous le nom de Sac de Bukoba. Par la suite, le haut commandement nia l'existence de ce pillage.
Le but de ce raid, la destruction de la station sans fil, fut contre-productif pour les Britanniques car elle les priva de la possibilité d'intercepter les transmissions allemandes. Bukoba fut ensuite abandonnée.

## Sources
- (en) Cet article est partiellement ou en totalité issu de l’article de Wikipédia en anglais intitulé « Battle of Bukoba » (voir la liste des auteurs).